# Unterjeckenbach
Unterjeckenbach là một đô thị ở huyện Kusel, bang Rheinland-Pfalz, phía tây nước Đức. Đô thị Unterjeckenbach có diện tích 7,38 km².